# ブルネイ王国空軍
ブルネイ王国空軍（ブルネイおうこくくうぐん、マレー語: Tentera Udara Diraja、英: Royal Brunei Air Force、略称：RBAirF）は、ブルネイ・ダルサラーム国の空軍組織。領空・領海警戒、国土防空、地上部隊支援、災害派遣等を任務とする。

## 歴史
ブルネイ王国空軍の前身は1965年にロイヤル・ブルネイマレー連隊隷下の航空団で、ワールドワイド・ヘリコプター・カンパニーの社員が操縦するS-55輸送ヘリコプター2機を使用して、地方に医師を派遣する任務を負い、1966年に任務はイギリス空軍のホワールウインド輸送ヘリコプター3機に引き継がれた。
1967年に部隊はヘリコプター小隊へ改編され、ベル 206汎用ヘリコプター5機を受領し、1980年には航空訓練学校が設立された。1981年に第2飛行隊が新編され、Bo 105汎用ヘリコプター6機を配備、1982年には第3飛行隊を新編し、SF-260練習機を配備した。1984年にイギリスから独立後、航空団は拡充され、1991年10月1日にはブルネイ国王の同意を得て、ブルネイ王国空軍へと改編された。
1997年には第4、第5飛行隊が新編され、第4飛行隊にはS-70A汎用ヘリコプター、第5飛行隊にはCN-235輸送機が配備された。また同年、第3飛行隊がPC-7に機種転換している。1999年にはミストラル地対空ミサイルを装備する、第38中隊が編成されている。

## 組織
ブルネイ王国空軍は機能別の7個航空団で構成され、隷下に飛行隊と各種部隊を配置しており、ブルネイ国際空港に併設されるリンバ空軍基地を拠点としている。
- 第1航空団[5]
  - 第11飛行隊 - S-70i
  - 第12飛行隊 - Bo 105
  - 第14飛行隊 - S-70i/A
  - 第15飛行隊 - CN-235
- 第2航空団[6]
  - 第233中隊
  - 第236中隊
  - 第238中隊 - ミストラル
  - 通信中隊
  - 工兵中隊
- 第3航空団[7]
  - 第31中隊（落下傘空挺戦術輸送隊）
  - 消防隊
  - 通信中隊
  - 航空移動隊
  - 航空宇宙管制隊
- 第4航空団[8]
  - 国内供給中隊
  - 供給管理会計隊
  - 技術供給中隊
  - バルク燃料施設
- 第5航空団[9]
  - 第51中隊
  - 第52中隊
  - 第53中隊
  - 第54中隊
  - 第55中隊
  - 技術支援隊
- 第6航空団[10]
  - 連隊プロボスト
  - 会計隊
  - 基地整備隊
  - 資産整備隊
  - 医療受付サービス
  - 歯科隊
  - 軍事輸送隊
  - 軽支援班
- 第7航空団[11]
  - 第73飛行隊 - PC-7 Mk.2、ベル 206
  - 第75中隊
  - 第77中隊
  - 身体訓練インストラクター

## 装備
ブルネイ王国空軍は戦闘機を保有しておらず、輸送機や練習機およびヘリコプターで構成される。主戦力であるS-70汎用ヘリコプターは、1997年から1998年に4機のS-70A-33を導入後、2011年12月に12機のS-70iを発注し、2013年12月から受領が行われた。
2021年に開催されたブルネイ王国空軍記念式典の席上では、無人航空機としてRQ-21の導入が発表された。

### 固定翼機
| 名称        | 画像 | 製造国         | 種別       | 現用数 | 備考 |
| ----------- | ---- | -------------- | ---------- | ------ | ---- |
| CN-235-110M |      | インドネシア   | 輸送機     | 1      |      |
| RQ-21       |      | アメリカ合衆国 | 無人航空機 | 1      |      |
| PC-7 Mk.2   |      | スイス         | 練習機     | 4      |      |

### 回転翼機
| 名称       | 画像 | 製造国           | 種別                  | 現用数 | 備考                              |
| ---------- | ---- | ---------------- | --------------------- | ------ | --------------------------------- |
| Bo 105     |      | ドイツ連邦共和国 | 汎用/偵察ヘリコプター |        | 6機保有。退役済み。               |
| ベル 214ST |      | アメリカ合衆国   | 汎用ヘリコプター      |        | 1機保有。退役済み。               |
| S-70A/i    |      | アメリカ合衆国   | 汎用ヘリコプター      | 16     |                                   |
| H145M      |      | フランス         | 汎用ヘリコプター      |        | 6機契約済み。2026年以降納入予定。 |
| ベル 206   |      | アメリカ合衆国   | 練習ヘリコプター      | 3      |                                   |

## 事故
2012年7月20日、ブルネイ王国空軍が運用するベル212汎用ヘリコプターが訓練から帰投中にクアラブライトで墜落し、乗員14名のうち12名が死亡した。